# ボリス・フィチンゴフ＝シェーリ
ボリス・アレクサンドロヴィチ・フィチンゴフ＝シェーリ （露: Борис Александрович Фитингоф-Шель, 1829年 - 1901年10月8日, 男爵） は、19世紀に活躍したロシアの作曲家である。

## 来歴
ロシア帝国領ラトビアのドイツ系上流貴族の家に生まれた。当初は砲兵将校として軍役についていたが、音楽家としての道を歩むためモスクワ音楽院に入学した。
音楽院ではA・ゲンゼルトにフォルテピアノを、作曲法をフォフトに学んだ。ピョートル・チャイコフスキーはこのときの同期生の一人である。 
1880年代後半以降、ロシア帝室劇場の支配人イワン・フセヴォロシスキーの依頼により、オペラを数曲と、帝室バレエ団向けに 『ハーレムのチューリップ』、『シンデレラ』 の2つバレエ音楽を作曲した。後者は今日上演されるシンデレラとは全く別の音楽だが、イタリア人バレリーナのピエリーナ・レニャーニが32回連続のフェッテ（回転）を世界で初めて披露した作品として知られる。
1895年には皇帝ニコライ2世とアレクサンドラ・フョードロヴナの成婚に合わせて 『結婚行進曲』 を作曲し、こちらは現在でも時折演奏されている。
1901年にサンクトペテルブルクで没した。

## エピソード
フィチンゴフ＝シェーリはオペラ『マゼッパ』（Мазепа, 1859年）の序曲で全音音階をふんだんに使用したことでも有名である。フランツ・リストはこの曲を評価して以下のように記している。
「全てのそばだてた耳を怯えさせる…」
リスト自身も、彼の作品『ダンテ交響曲』において、全音音階の効果を焦熱地獄の描写のために活用している。

## 主な作品

### オペラ
- マゼッパ（1859年）
- タマーラ（1886年）
- Don Juan de Tenorio（1888年）
- メアリー・ステュアート（未上演）
- ヘリオドーラ （未上演）

### バレエ
- ハーレムのチューリップ（Гарлемский тюльпан, 1887年）
- シンデレラ（Золушка, 1893年）